# Heinrich Gottfried Koch

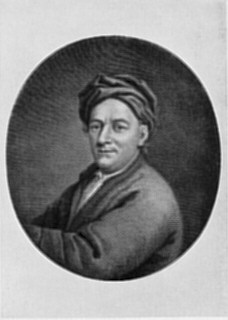
Heinrich Gottfried Koch

Seine Frau Christiane Henriette Koch

Heinrich Gottfried Koch, auch Gottfried Heinrich Koch, (* 1703 in Gera; † 3. Januar 1775 in Berlin) war ein deutscher Schauspieler und Theaterunternehmer.

## Leben
Koch studierte einige Jahre Rechtswissenschaft an der Universität Leipzig. Als er dort 1728 Friederike Caroline Neuber zusammen mit ihrer Theatertruppe kennenlernte, schloss er sich dieser an. Mit der Zeit brillierte er nicht nur als Schauspieler, sondern auch als Dekorationsmaler und Theaterdichter; als letzterer wurde er auch von Gotthold Ephraim Lessing hoch geschätzt.
1748 verließ Koch die Neubersche Truppe und ging nach Wien. Als er im darauffolgenden Jahr wieder in Leipzig war, gründete er eine eigene Theatertruppe, die sogenannte Kochsche Truppe. Die Veränderungen des Theaters – wie auch die der Vorlieben des Publikums – brachten es mit sich, dass Koch 1752 in Leipzig die erste komische Operette, Die verwandelten Weiber oder Der Teufel ist los von Christian Felix Weiße vor einem begeisterten Publikum zur Aufführung bringen konnte. Zu Gottscheds Leidwesen, da er dies als Verrat an seinen Idealen auffasste.
1756, zu Beginn des Siebenjährigen Krieges, löste Koch seine Theatertruppe auf und ließ sich in Hamburg nieder. Durch Vermittlung des Schauspielers Conrad Ekhof konnte Koch dort bald eine Theatergesellschaft übernehmen und diese fast zehn Jahre leiten. Kochs Truppe war die letzte die das marode Opernhaus am Gänsemarkt nach einer notdürftigen Sanierung von 1758 bis 1763 bespielten, bevor es um 1764 abgerissen wurde.
1765 übersetzte er, in Reimversen, Voltaires Oedipe (1717) für Deutsche Bühnen.
1766 kehrte Koch nach Leipzig zurück und konnte dort das neuerbaute Schauspielhaus mit der Tragödie Hermann von Johann Elias Schlegel eröffnen. Nach zwei Jahren lud ihn die Herzogin Amalie nach Weimar ein und warb ihn für nahezu zwei Jahre ab.
1770 kehrte Koch noch einmal für kurze Zeit nach Leipzig zurück, legte aber nach kurzer Zeit alle seine Ämter nieder und zog sich ins Privatleben zurück. Er ließ sich in Berlin nieder, wo er die Leitung des Schuchischen Comödienhauses übernahm. Hier inszenierte er im April 1774 mit großem Erfolg die Uraufführung von Goethes Götz von Berlichingen, bevor er am 3. Januar 1775 im Alter von 72 Jahren starb.
Koch war zweimal verheiratet. Zuerst ab 1737 bis zu ihrem Tode 1741 mit Anna Büchner, einer Schwester der Frau des Kupferstechers Johann Martin Bernigeroth und in zweiter Ehe mit Christiane Henriette Merleck. Beide waren ebenfalls Theaterschauspielerinnen.

## Rezeption
Mit seiner Arbeit wollte Koch das deutsche Theater zu einer „echten“ Kunstanstalt erheben. Einerseits sah er die kulturelle Konkurrenz des Auslandes, der er entgegentreten wollte; andererseits sollte auch das Niveau der deutschen Stücke gehoben werden. Deshalb ersetzte Koch  bisher beliebten Burlesken und kleinen Schwänke durch Zwischenspiele, kurze musikalisch-dramatische Darstellungen, mit denen er sehr bald die Gunst des Publikums gewann.